# (20425) 1998 VD35
(20425) 1998 VD35 est un astéroïde Apollon potentiellement dangereux découvert en 1998.

## Description
(20425) 1998 VD35 a été découvert le 15 novembre 1998 à l'observatoire de Kitt Peak, situé dans l'Arizona (États-Unis), par le projet Spacewatch de l’université de l'Arizona.

### Caractéristiques orbitales
L'orbite de cet astéroïde est caractérisée par un demi-grand axe de 1,56 UA, un périhélie de 0,82 UA, une excentricité de 0,48 et une inclinaison de 6,98° par rapport à l'écliptique. Du fait de ces caractéristiques, à savoir un demi-grand axe supérieur à 1 UA et un périhélie inférieur à 1,017 UA, il est classé comme astéroïde Apollon. Il est en outre considéré comme un objet potentiellement dangereux, car sa distance minimale à l'orbite terrestre est inférieure à 0,05 UA et son diamètre est d'au moins 150 mètres

### Caractéristiques physiques
(20425) 1998 VD35 a une magnitude absolue (H) de 20,4 et un albédo estimé à 0,058.